# بیمارستان نایتینگل (ماری‌لبون)
بیمارستان نایتینگل (به انگلیسی: Nightingale Hospital) یک مرکز درمان خصوصی برای رسیدگی به مشکلات روحی و روانی واقع در ماری‌لبون، لندن، بریتانیا است که از سال ۱۸۵۰ (میلادی) تأسیس شده‌است.